# Litouwen op het Eurovisiesongfestival 2021
Litouwen nam deel aan het Eurovisiesongfestival 2021 in Rotterdam, Nederland. Het was de 21ste deelname van het land aan het Eurovisiesongfestival. LRT was verantwoordelijk voor de Litouwse bijdrage voor de editie van 2021.

## Selectieprocedure
Traditiegetrouw koos de Litouwse openbare omroep voor een nationale preselectie om diens act voor het Eurovisiesongfestival te selecteren. Geïnteresseerden kregen van 31 maart tot 14 december 2020 de tijd om zich kandidaat te stellen.
Er werden twee voorrondes georganiseerd, met telkens tien deelnemers. Uit elke voorronde stootte de top vijf door naar de halve finale. De punten werden voor de helft verdeeld door een vakjury en voor de andere helft door het grote publiek via televoting. In geval van een gelijkstand kreeg de favoriet van de vakjury voorrang. In de halve finale namen de tien overgebleven acts het tegen elkaar op. De top vijf stootte door naar de finale. Daarin kregen ze het gezelschap van The Roop, dat een jaar eerder de nationale preselectie had gewonnen, maar niet kon deelnemen aan het Eurovisiesongfestival 2020 vanwege de COVID-19-pandemie.
De grote finale vond plaats op 6 februari 2021, en werd gepresenteerd door Ieva Stasiulevičiūtė en Vytautas Rumšas. Uiteindelijk ging The Roop (wederom) met de zegepalm aan de haal.

## Pabandom Iš Naujo 2021

### Voorrondes
16 januari 2021
| Plaats | Artiest                  | Lied                     | Jury | Publiek | Totaal |
| ------ | ------------------------ | ------------------------ | ---- | ------- | ------ |
| 1      | Voldemars Petersons      | Never fall for you again | 12   | 6       | 18     |
| 2      | Titas & Benas            | No                       | 8    | 10      | 18     |
| 3      | Martyna Jezepčikaitė     | Thank you very much      | 5    | 12      | 17     |
| 4      | Milita Daikerytė         | Shadows                  | 10   | 5       | 15     |
| 5      | Be U                     | Love yourself            | 6    | 7       | 13     |
| 6      | Black Spikes feat. Indrė | Don't tell me            | 4    | 8       | 12     |
| 7      | Donata Virbilaitė        | The way I am             | 7    | 3       | 10     |
| 8      | Aldegunda                | Sit down                 | 3    | 4       | 7      |
| 9      | Twosome                  | I love my bear           | 2    | 2       | 4      |
| 10     | Thomukas1                | Wish                     | 2    | 1       | 3      |

23 januari 2021
| Plaats | Artiest              | Lied                  | Jury | Publiek | Totaal |
| ------ | -------------------- | --------------------- | ---- | ------- | ------ |
| 1      | Gebrasy              | Where'd you wanna go? | 12   | 12      | 24     |
| 2      | Gabrielius Vagelis   | My guy                | 10   | 7       | 17     |
| 3      | Evita Cololo         | Be paslapčių          | 8    | 8       | 16     |
| 4      | Norbertas            | Man in need           | 4    | 10      | 14     |
| 5      | Aistė Brokenleg      | Home                  | 7    | 2       | 9      |
| 6      | Sunday Afternoon     | Open                  | 5    | 4       | 9      |
| 7      | Rapolas              | Degam                 | 3    | 5       | 8      |
| 8      | Gabrielė Goštautaitė | Freedom               | 2    | 6       | 8      |
| 9      | Cosmic Bride         | Solitary star         | 6    | 1       | 7      |
| 10     | UnoBand              | Eisiu                 | 1    | 3       | 4      |

### Halve finale
30 januari 2021
| Plaats | Artiest              | Lied                     | Jury | Publiek | Totaal |
| ------ | -------------------- | ------------------------ | ---- | ------- | ------ |
| 1      | Gebrasy              | Where'd you wanna go?    | 12   | 12      | 24     |
| 2      | Martyna Jezepčikaitė | Thank you very much      | 5    | 10      | 15     |
| 3      | Evita Cololo         | Be paslapčių             | 10   | 2       | 12     |
| 4      | Voldemars Petersons  | Never fall for you again | 7    | 5       | 12     |
| 5      | Titas & Benas        | No                       | 4    | 8       | 12     |
| 6      | Milita Daikerytė     | Shadows                  | 8    | 3       | 11     |
| 7      | Gabrielius Vagelis   | My guy                   | 6    | 4       | 10     |
| 8      | Norbertas            | Man in need              | 2    | 6       | 8      |
| 9      | Be U                 | Love yourself            | 1    | 7       | 8      |
| 10     | Aistė Brokenleg      | Home                     | 4    | 1       | 5      |

### Finale
6 februari 2021
| Plaats | Artiest              | Lied                     | Jury | Publiek | Totaal |
| ------ | -------------------- | ------------------------ | ---- | ------- | ------ |
| 1      | The Roop             | Discoteque               | 12   | 12      | 24     |
| 2      | Gebrasy              | Where'd you wanna go?    | 10   | 10      | 20     |
| 3      | Voldemars Petersons  | Never fall for you again | 8    | 7       | 15     |
| 4      | Martyna Jezepčikaitė | Thank you very much      | 5    | 8       | 13     |
| 5      | Evita Cololo         | Be paslapčių             | 7    | 5       | 12     |
| 6      | Titas & Benas        | No                       | 6    | 6       | 12     |

## In Rotterdam
Litouwen trad aan in de eerste halve finale, op dinsdag 18 mei 2021. The Roop was als eerste van zestien acts aan de beurt, gevolgd door Ana Soklič uit Slovenië. Litouwen eindigde uiteindelijk op de vierde plek met 203 punten en wist zich zo verzekerd van een plaats in de finale.
In de finale was Litouwen als achttiende van 26 acts aan de beurt, net na Victoria uit Bulgarije en gevolgd door Go_A uit Oekraïne. Litouwen eindigde uiteindelijk op de achtste plaats, met 220 punten. Het was de tweede beste prestatie ooit voor Litouwen op het Eurovisiesongfestival, na de zesde plek in 2006.
1994 · 1995-1998 · 1999 · 2000 · 2001 · 2002 · 2003 · 2004 · 2005 · 2006 · 2007 · 2008 · 2009 · 2010 · 2011 · 2012 · 2013 · 2014 · 2015 · 2016 · 2017 · 2018 · 2019 · 2020 · 2021 · 2022 · 2023 · 2024 · 2025
Albanië · Australië · Azerbeidzjan · België · Bulgarije · Cyprus · Denemarken · Duitsland · Estland · Finland · Frankrijk · Georgië · Griekenland · Ierland · IJsland · Israël · Italië · Kroatië · Letland · Litouwen · Malta · Moldavië · Nederland · Noord-Macedonië · Noorwegen · Oekraïne · Oostenrijk · Polen · Portugal · Roemenië · Rusland · San Marino · Servië · Slovenië · Spanje · Tsjechië · Verenigd Koninkrijk · Zweden · Zwitserland